# Manija
Manija is een plaats in de Estlandse provincie Pärnumaa, behorend tot de gemeente Pärnu. De plaats heeft de status van dorp (Estisch: küla) en bestaat uit het bewoonde eiland Manilaid en de onbewoonde eilanden Sorgu en Annilaid. Tot 1 november 2017 viel Manija onder de gemeente Tõstamaa. Op die dag werd Tõstamaa bij de gemeente Pärnu gevoegd.
Manilaid heeft een oppervlakte van 1,87 km², Sorgu meet 0,05 km² en Annilaid 0,03 km².
Manilaid is bewoond sinds 1933.

## Bevolking
Het dorp had 31 inwoners op 31 december 2011 en 35 inwoners op 31 december 2021.

## Foto's

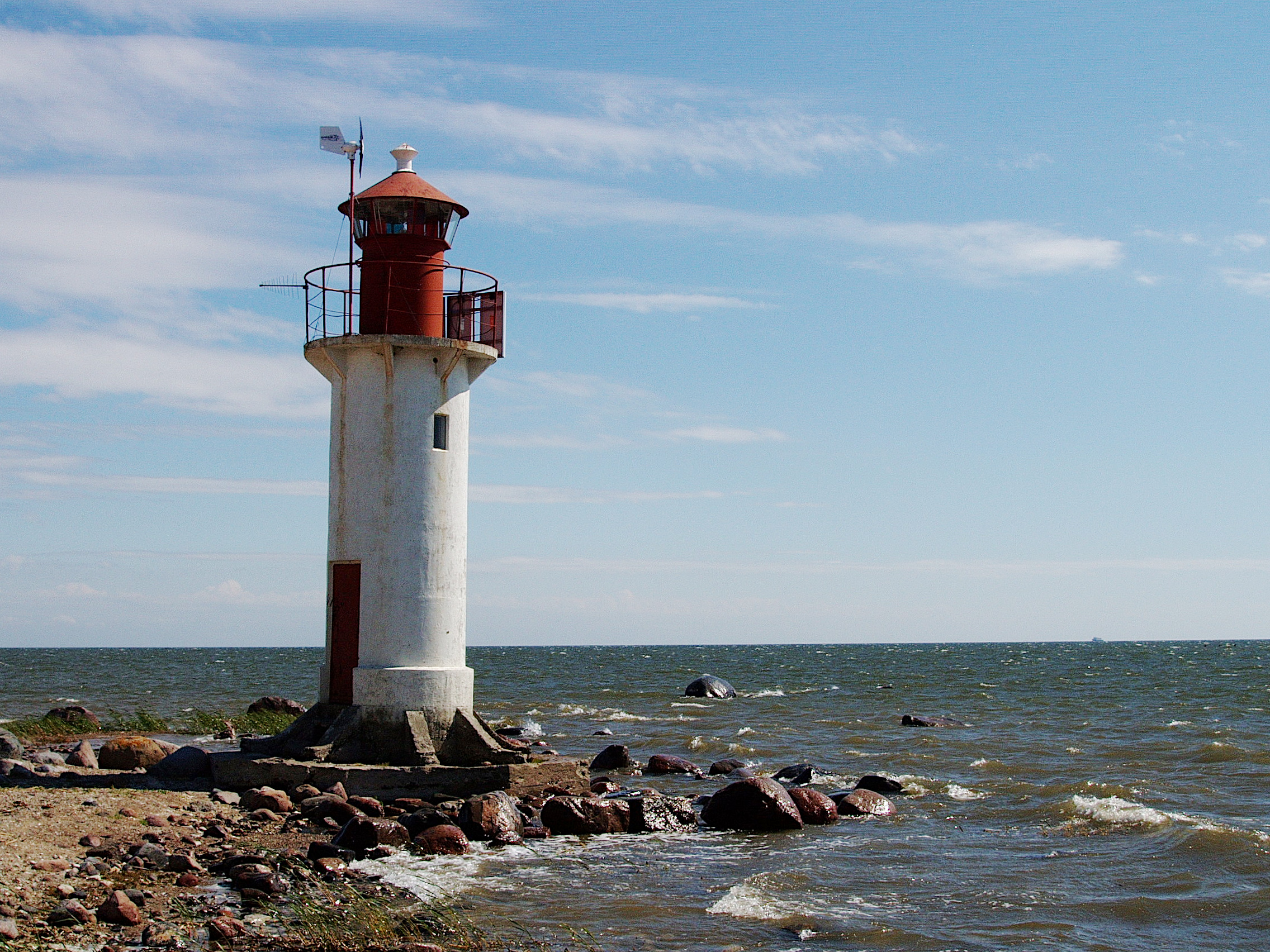
De vuurtoren van Manilaid
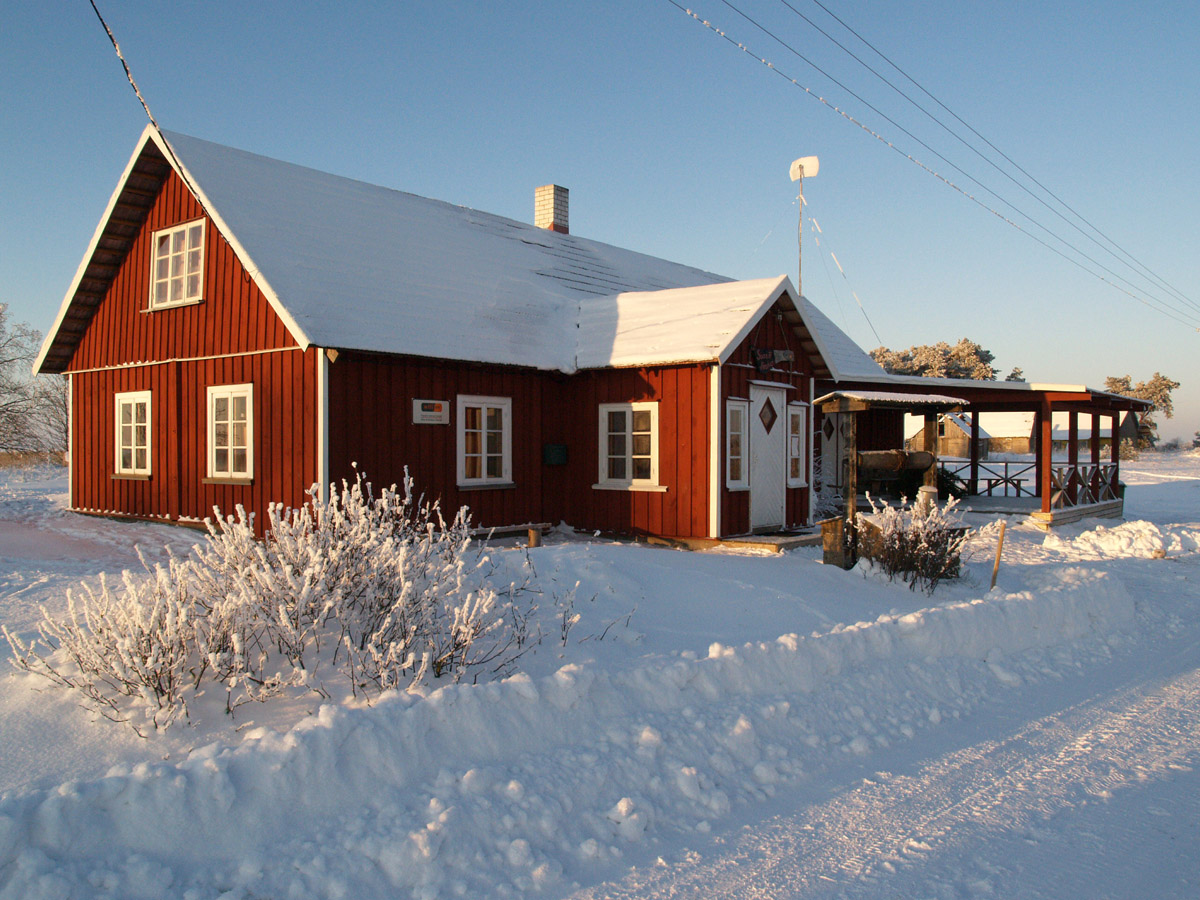
Dorpshuis
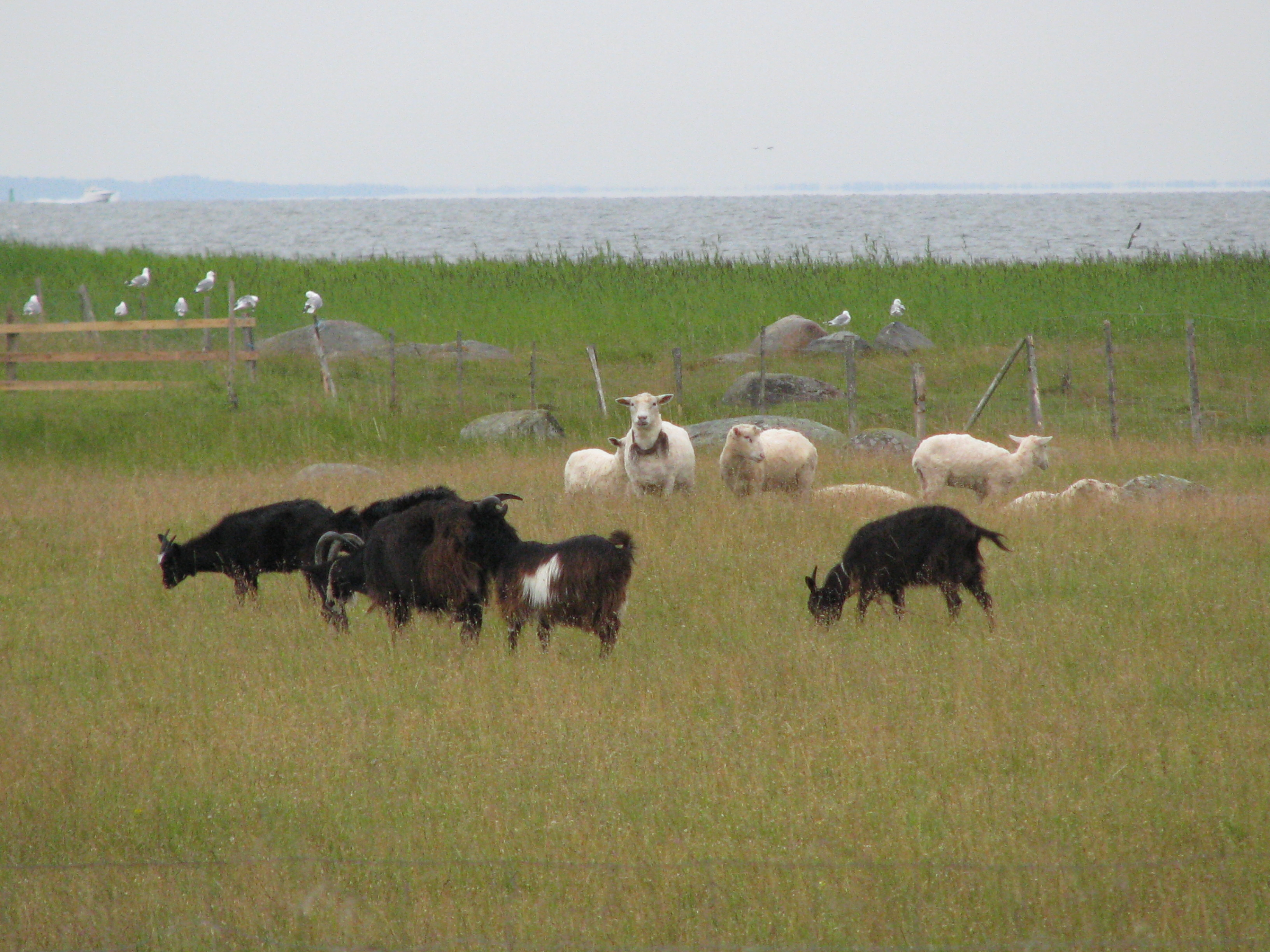
De fauna van Manilaid
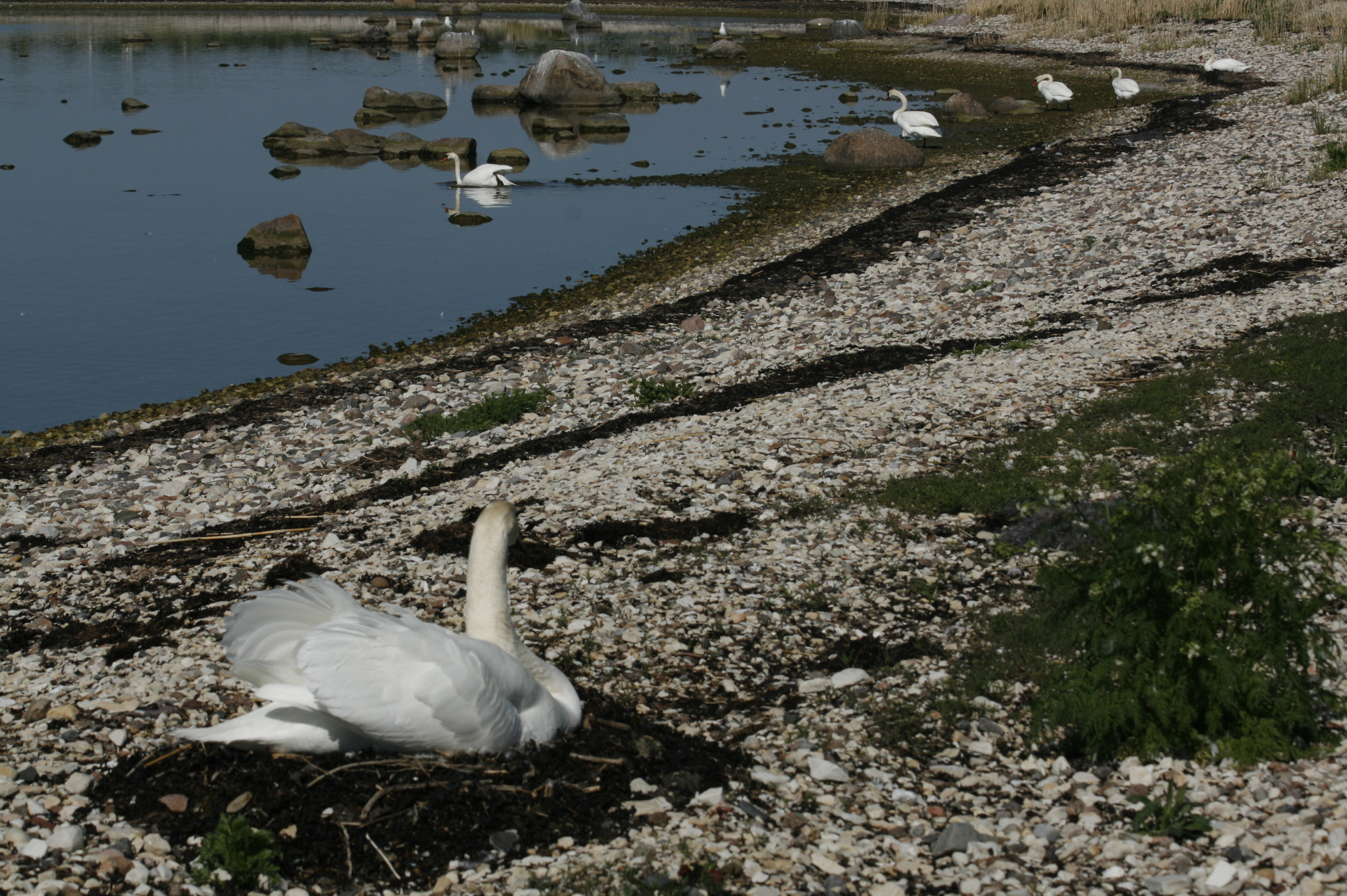
Broedende zwaan op Annilaid
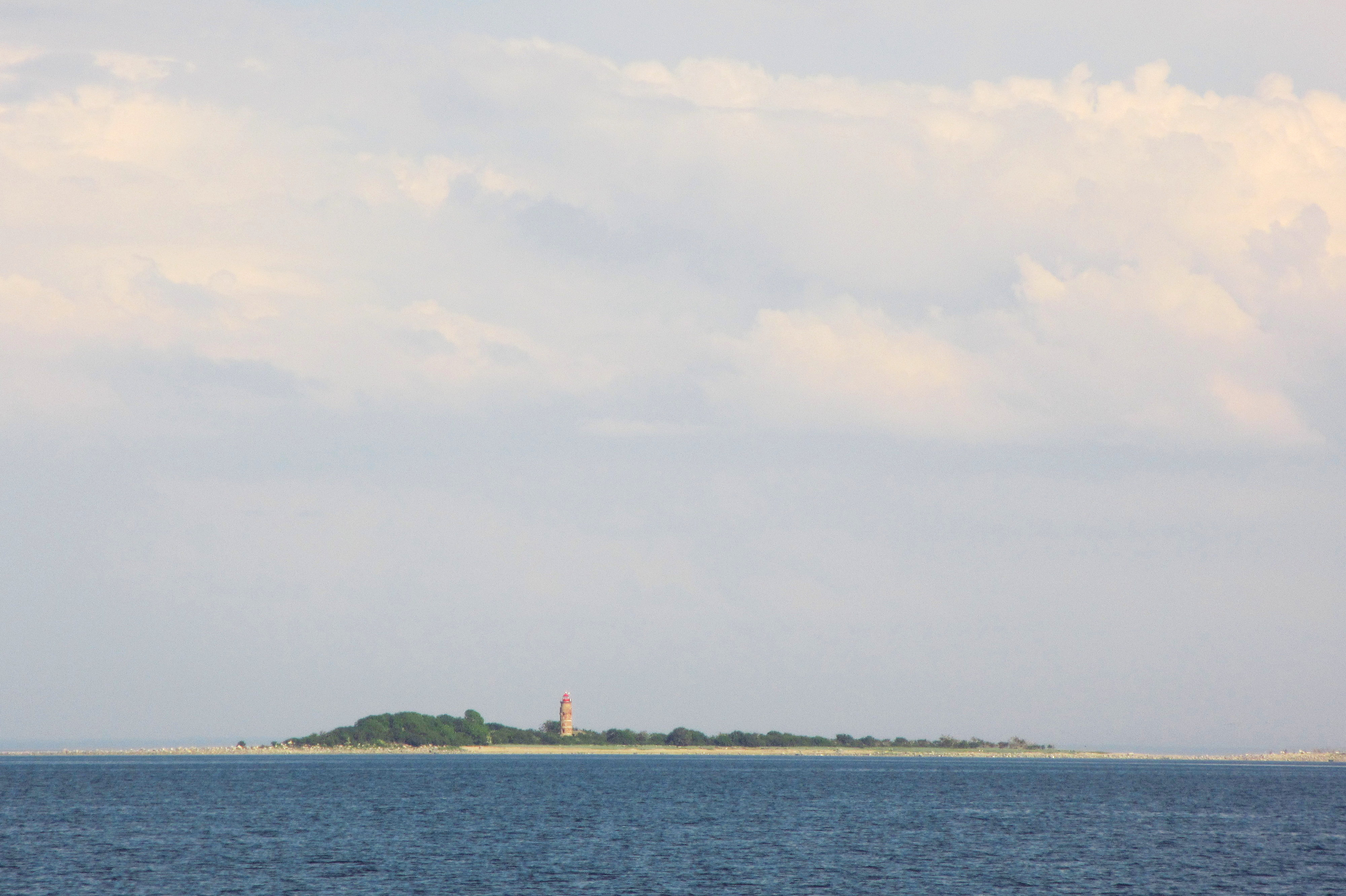
Gezicht op Sorgu